# Izium
Izium (ucraïnès: Ізюм, rus: Изюм) és una ciutat ucraïnesa de l'óblast de Khàrkiv. Situada a l'est del país, és un important nus de comunicacions al costat del curs del riu Donets, serveix com a centre administratiu del raion d'Izium, encara que és administrativament una ciutat d'importància regional i no pertany al mateix raion.
La ciutat va estar ocupada per Rússia des d'abril de 2022, fins al 10 de setembre de 2022 durant la guerra russo-ucraïnesa, quan van entrar a la ciutat les Forces Armades d'Ucraïna.

## Geografia
Izium està envoltada de boscos molt densos, alternant-se amb nombrosos turons i zones llaurades d'estepa. Es troba aproximadament a 120 km al sud-est de la capital de l'óblast, Khàrkiv.

### Clima
El subtipus de classificació climàtica de Köppen per a aquest clima és continental humit d'estiu moderat (Dfb).
| Paràmetres climàtics mitjans de Izium (1981–2010, extremos 1949–2011) | Paràmetres climàtics mitjans de Izium (1981–2010, extremos 1949–2011) | Paràmetres climàtics mitjans de Izium (1981–2010, extremos 1949–2011) | Paràmetres climàtics mitjans de Izium (1981–2010, extremos 1949–2011) | Paràmetres climàtics mitjans de Izium (1981–2010, extremos 1949–2011) | Paràmetres climàtics mitjans de Izium (1981–2010, extremos 1949–2011) | Paràmetres climàtics mitjans de Izium (1981–2010, extremos 1949–2011) | Paràmetres climàtics mitjans de Izium (1981–2010, extremos 1949–2011) | Paràmetres climàtics mitjans de Izium (1981–2010, extremos 1949–2011) | Paràmetres climàtics mitjans de Izium (1981–2010, extremos 1949–2011) | Paràmetres climàtics mitjans de Izium (1981–2010, extremos 1949–2011) | Paràmetres climàtics mitjans de Izium (1981–2010, extremos 1949–2011) | Paràmetres climàtics mitjans de Izium (1981–2010, extremos 1949–2011) | Paràmetres climàtics mitjans de Izium (1981–2010, extremos 1949–2011) |
| Mes                                                                   | Gen.                                                                  | Feb.                                                                  | Mar.                                                                  | Abr.                                                                  | Mai.                                                                  | Jun.                                                                  | Jul.                                                                  | Ago.                                                                  | Set.                                                                  | Oct.                                                                  | Nov.                                                                  | Des.                                                                  | Anual                                                                 |
| --------------------------------------------------------------------- | --------------------------------------------------------------------- | --------------------------------------------------------------------- | --------------------------------------------------------------------- | --------------------------------------------------------------------- | --------------------------------------------------------------------- | --------------------------------------------------------------------- | --------------------------------------------------------------------- | --------------------------------------------------------------------- | --------------------------------------------------------------------- | --------------------------------------------------------------------- | --------------------------------------------------------------------- | --------------------------------------------------------------------- | --------------------------------------------------------------------- |
| Temperatura màxima registrada °C (°F)                                 | 13,1 (55,6)                                                           | 16,3 (61,3)                                                           | 24,0 (75,2)                                                           | 31,0 (87,8)                                                           | 36,7 (98,1)                                                           | 37,4 (99,3)                                                           | 39,1 (102,4)                                                          | 39,4 (102,9)                                                          | 34,4 (93,9)                                                           | 31,1 (88)                                                             | 22,0 (71,6)                                                           | 20,0 (68)                                                             | 39,4 (102,9)                                                          |
| Temperatura mínima registrada °C (°F)                                 | −35,0 (−31)                                                           | −36,1 (−33)                                                           | −29,7 (−21,5)                                                         | −9,0 (15,8)                                                           | −2,8 (27)                                                             | 1,1 (34)                                                              | 3,0 (37,4)                                                            | 1,1 (34)                                                              | −6,7 (19,9)                                                           | −17,0 (1,4)                                                           | −22,6 (−8,7)                                                          | −33,2 (−27,8)                                                         | −36,1 (−33)                                                           |
| Temperatura diària màxima °C (°F)                                     | −1,9 (28,6)                                                           | −1,2 (29,8)                                                           | 5,0 (41)                                                              | 14,7 (58,5)                                                           | 21,6 (70,9)                                                           | 25,1 (77,2)                                                           | 27,4 (81,3)                                                           | 26,8 (80,2)                                                           | 20,6 (69,1)                                                           | 12,9 (55,2)                                                           | 4,3 (39,7)                                                            | −0,7 (30,7)                                                           | 12,9 (55,2)                                                           |
| Temperatura diària mínima °C (°F)                                     | −6,9 (19,6)                                                           | −7,2 (19)                                                             | −2,2 (28)                                                             | 4,5 (40,1)                                                            | 10,2 (50,4)                                                           | 14,3 (57,7)                                                           | 16,0 (60,8)                                                           | 14,9 (58,8)                                                           | 9,9 (49,8)                                                            | 4,4 (39,9)                                                            | −1,3 (29,7)                                                           | −5,7 (21,7)                                                           | 4,2 (39,6)                                                            |
| Precipitació total mm (polzades)                                      | 47,9 (1,9)                                                            | 43,3 (1,7)                                                            | 44,0 (1,7)                                                            | 37,9 (1,5)                                                            | 48,3 (1,9)                                                            | 62,8 (2,5)                                                            | 58,8 (2,3)                                                            | 38,2 (1,5)                                                            | 48,9 (1,9)                                                            | 43,0 (1,7)                                                            | 46,0 (1,8)                                                            | 46,2 (1,8)                                                            | 565,3 (22,3)                                                          |
| Font:                                                                 |                                                                       |                                                                       |                                                                       |                                                                       |                                                                       |                                                                       |                                                                       |                                                                       |                                                                       |                                                                       |                                                                       |                                                                       |                                                                       |

## Història
Esmentat per primera vegada el 1571 en relació amb el camí de guerra de Izium dels tàrtars de Crimea. Izium va ser assaltat per Roma, l'Imperi Romà d'Orient i Turquia.
El 1639 es va esmentar com un petit lloc d'avançada.
El 1681 s'hi va construir aquí la fortalesa russa, i posteriorment al 1684 va edificar-s'hi la catedral barroca de cinc cúpules de la Transfiguració del Salvador (la catedral va ser renovada el 1902 i restaurada el 1955).
Més tard, Izium va ser un centre important del Slobodà d'Ucraïna i llar d'un regiment de cosacs entre el1688 i el 1765. El 1765 Izium es va convertir en ciutat, i l'abril del 1780, Izium es va convertir en un centre administratiu de l'uiezd d'Izium.
Les esglésies de l'Ascensió (1819-1821) i de Sant Nicolau (1809-1823) es troben entre els millors edificis neoclàssics de la regió.
Durant la Segona Guerra Mundial, l'Exèrcit Roig va mantenir un gran cap de pont aquí, la qual cosa va permetre un sortint que va ser tallat en contraatacar a les forces alemanyes (durant la segona batalla de Khàrkiv) i eliminat en un dels errors d'aprenentatge més costosos per a l'Exèrcit Roig. Izium va ser ocupada per l'exèrcit alemany des del 24 de juny de 1942 fins al 5 de febrer de 1943.
Al gener del 1989 la població era de 64.334 habitants. El gener del 2013, la població era de 51.511 habitants.

### Protestes prorusses a Ucraïna (2014)
Izium va ser escenari de combats esporàdics durant el conflicte rus-ucraïnès el 2014. A l'abril de 2014, les forces separatistes russes van ocupar la ciutat de Sloviansk, 50 km al sud d'Izium. Una operació de les forces ucraïneses per a eliminar aquestes forces es va embussar i es van formar llocs de control al voltant d'Izium per a detenir una possible intrusió a la ciutat. El 15 de juny, les forces separatistes van atacar un lloc de control ucraïnès als afores de la ciutat.
El 19 de juny del 2014, les forces ucraïneses van derrotar a un gran grup de separatistes a Jampil, aproximadament a 65 km al sud-oest d'Izium. Com a part del setge de Sloviansk i la batalla de Kramatorsk, totes dues ciutats van ser recuperades per les forces ucraïneses. A causa de la seva proximitat a la línia del front, la ciutat, juntament amb l'aeròdrom de Kramatorsk que l'exèrcit ucraïnès va poder controlar durant les batalles, van servir com a zona de preparació per a les tropes ucraïneses abans que Sloviansk i Kramatorsk fossin recapturats.
La ruta europea E40 passa per Izium i connecta Luhansk-Sloviansk-Khàrkiv, tres ciutats importants per a les forces prorusses i ucraïneses. Els combats a gran escala es van detenir una vegada que les forces ucraïneses van alliberar Sloviansk. A principis d'abril del 2016, el Servei de Seguretat d'Ucraïna va arrestar a un presumpte sabotejador al qual van acusar de voler fer explotar la via fèrria prop d'Izium per a ajudar als separatistes.

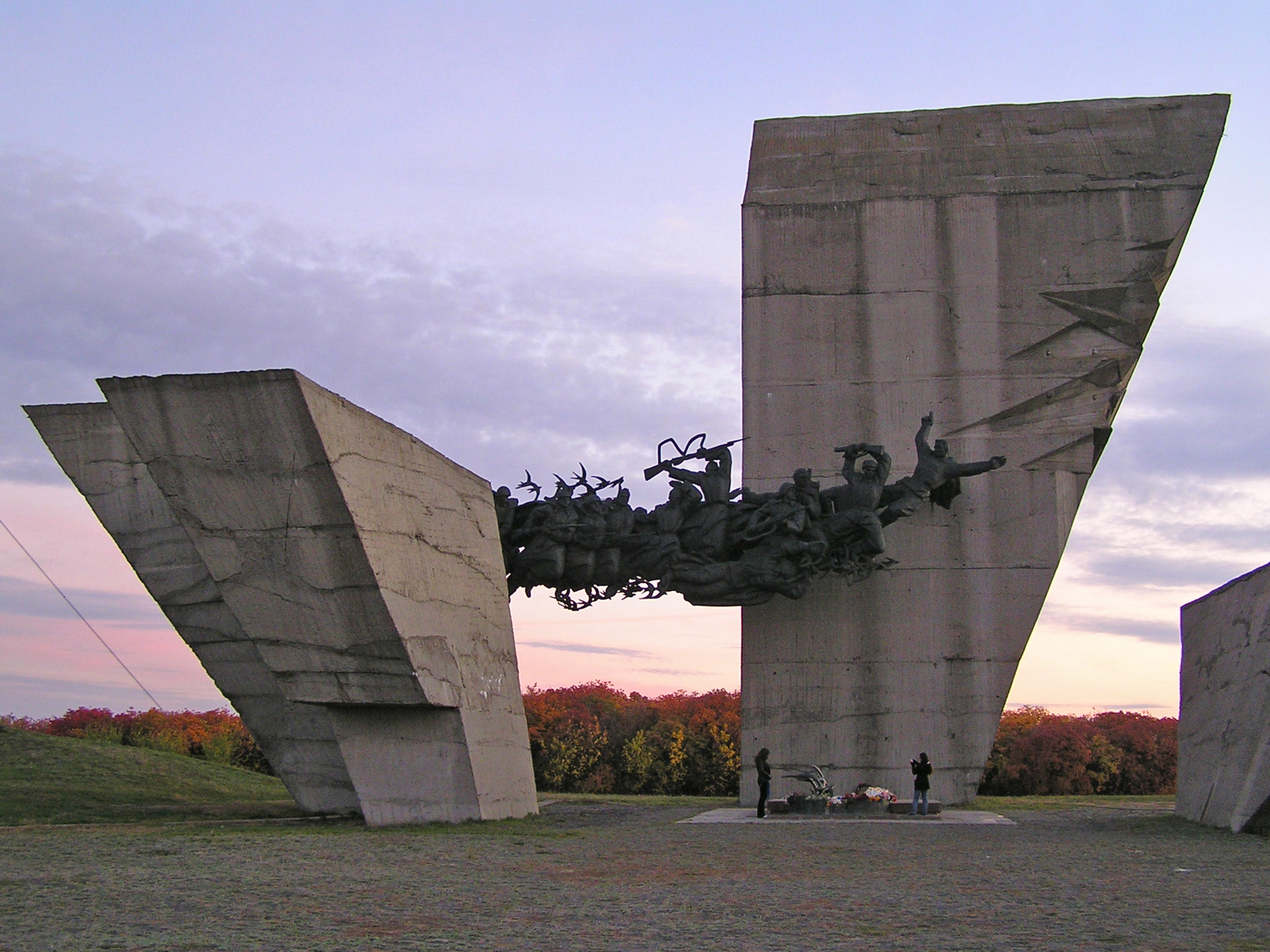
Monument a la Muntanya de Krémets

Per a complir amb les llei de descomunistització, la "Plaça Lenin" local va passar a dir-se "Plaça John Lennon" el febrer del 2016.

### Guerra russo-ucraïnesa (2022)
La batalla d'Izium va ser un enfrontament militar entre Rússia i Ucraïna que va ocórrer com a part de la ofensiva d'Ucraïna oriental —durant la invasió russa del país— el març del 2022 pel control de la ciutat d'Izium.
L'1 d'abril, després d'intensos combats, l'exèrcit ucraïnès va confirmar que la ciutat estava sota control rus. Des de llavors, les forces ucraïneses havien intentat expulsar sense cap èxit tropes enemigues d'assentaments propers a la ciutat. A causa de la importància de la ciutat com a node de transport, en aquesta zona ha conformat la que més concentració de tropes russes que intentaran desenvolupar l'ofensiva cap a l'Est. Les forces russes a l'óblast de Khàrkiv eventualment podrien vincular-se amb les seves tropes a la regió de Donbàs a partir d'Izium.
Segons les autoritats locals, el 80% dels edificis residencials d'Izium van ser destruïts a la batalla.
Gran part del front rus de la província de Khàrkiv va col·lapsar l'11 de setembre a causa d'una reeixida contraofensiva de l'exèrcit d'Ucraïna, que va alliberar ràpidament les ciutats estratègiques de Kupiansk, Izium i Balaklia.

## Demografia
Segons el cens del 2001, el 83,57 % de la població són ucraïnesos, el 13,36 % són russos i la resta de minories es divideixen en armenis (0,5 %) i bierlorrusos (0,4 %), principalment. Quant a l'idioma, la llengua materna de la majoria dels habitants, el 74,22%, és l'ucraïnès; del 23,77 % el rus; del 0,27 % l'armeni i del 0,1 % el belarús.
La població estimada el 2020 és de 46.653 habitants.

## Infraestructura

### Arquitectura i monuments

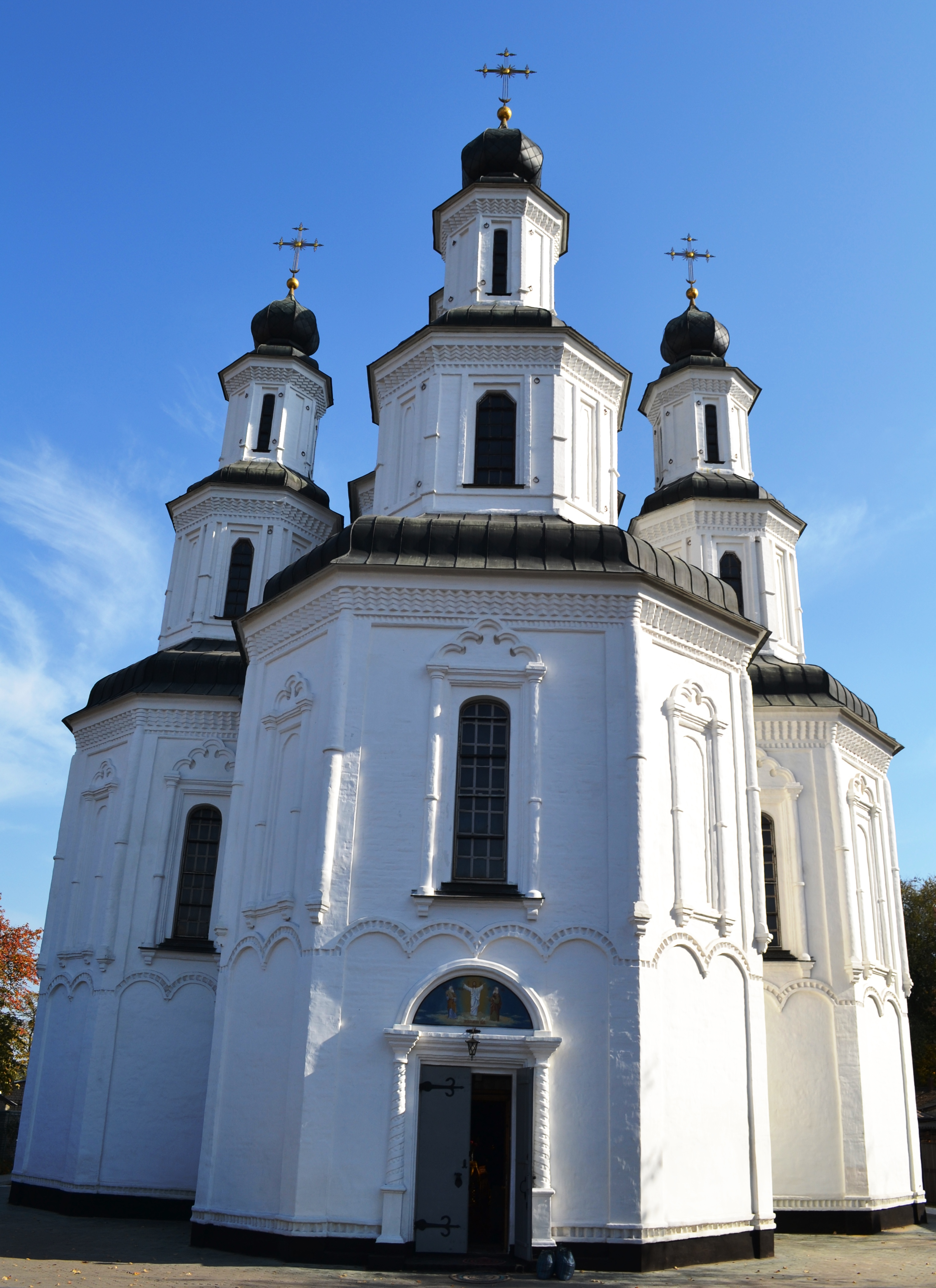
Catedral de la Transfiguració

La ciutat té diversos edificis religiosos d'importància, com la Catedral de la Transfiguració (segle XVII), l'església de l'Exaltació de la Creu (segle xviii ) o la catedral de l'Ascensió, del segle xvii.
També hi ha monuments com un en honor als defensors del cap de pont d'Izium.
El territori de la muntanya de Krémenets ha estat declarat reserva natural, amb una superfície de més de 100 hectàrees.

### Transport
La ciutat la travessa l'autopista internacional E40 (dins d'Ucraïna, les rutes internacionals M11, M06 i M03), que connecta la ciutat francesa de Calais amb la ciutat kazakh de Ridder, a la frontera amb la Xina. Dins d'Ucraïna, la ruta passa per ciutats com Leópolis, Rivne, Jitòmir, Kíiv, Poltava, Khàrkiv o Luhansk.
El transport interurbà es presenta mitjançant línies d'autobús. L'estació d'autobusos de la ciutat serveix moltes rutes de llarga distància i suburbanes, com amb Donetsk, Kupiansk, Lozovaia i Khàrkiv.

## Ciutats agermanades
Izium està agermanada amb les següents ciutats mentre va estar sota el control d'Ucraïna: 
- Joni (Geòrgia)
- Tukums (Letònia)
- Andrychów (Polònia)